# Prvo antično gledališče v Larisi
Prvo antično gledališče v Larisi je antično grško gledališče in največje gledališče v Tesaliji, ki je lahko sprejelo 10.000 ljudi. Je na južni strani hriba Frourio v Larisi in je registrirana blagovna znamka mesta.

## Zgodovina
Prvo antično gledališče v Larisi je bilo zgrajeno v središču antičnega mesta Larisa, v času vladavine kralja Filipa V. Makedonskega, proti koncu 3. stoletja pred našim štetjem. Gledališče je delovalo šest stoletij do konca 3. stoletja našega štetja (oz. začetka 4. stoletja n. št.), ko je njegovo delovanje nenadoma prenehalo.
V prvih stoletjih je bilo gledališče uporabljeno za dva namena: poleg gledaliških predstav je gostilo tudi srečanja najvišje regionalne oblasti, tako imenovanega tesalskega koinona. Ob koncu 7. stoletja pr. n. št. je prednjačilo je gledališče.
Antično gledališče je bilo sprva povezano s čaščenjem boga Dioniza in izvajanjem gledaliških in glasbenih dejavnosti, kasneje pa z upravljanjem koinona za sestanke mestne skupščine, ki so ga imenovali agora. Indikacija zanje je majhen votivni oltar, posvečen bogu Dionizu, najden v bližini gledališča, kjer so bila domnevna svetišča in imena predstavnikov mestne države, ki so sodelovali v Tesalski zvezi in se pojavljajo na sedežih antičnega gledališča.
Gledališče ima tipično arhitekturo gledališča iz helenističnega obdobja, ki ima tri osnovne elemente: teatron, orkestra in skena (oder) s premerom približno 25 metrov. Teatron antičnega gledališča je oblikovalo pobočje hriba Frourio, ki je bilo oblikovano v terase za postavitev sedežev. V času vladavine cesarja Avgusta in njegovega naslednika Tiberija so na robovih odra našli napise v njihovo čast.